# Franconville (Meurthe-et-Moselle)
Franconville é uma comuna francesa na região administrativa de Grande Leste, no departamento de Meurthe-et-Moselle. Estende-se por uma área de 4,56 km². Em 2010 a comuna tinha 78 habitantes (densidade: 17,1 hab./km²).